# هیروکی موریساکی
هیروکی موریساکی (انگلیسی: Hiroki Morisaki؛ زادهٔ ۲۶ فوریهٔ ۱۹۹۱) بازیکن فوتبال اهل ژاپن است.